# Monterubbiano
Monterubbiano – miejscowość i gmina we Włoszech, w regionie Marche, w prowincji Fermo.
Według danych na styczeń 2009 gminę zamieszkiwało 2417 osób przy gęstości zaludnienia 75,2 os./1 km².